# Victor von Bruns
 (août 2025).
Si vous disposez d'ouvrages ou d'articles de référence ou si vous connaissez des sites web de qualité traitant du thème abordé ici, merci de compléter l'article en donnant les références utiles à sa vérifiabilité et en les liant à la section « Notes et références ».
Paul Victor Bruns, ou Viktor Bruns, et à partir de 1854 von Bruns (né le 9 août 1812 à Helmstedt et mort le 19 mars 1883 à Tübingen) est un chirurgien allemand et professeur de chirurgie à Tübingen.

## Biographie
Victor Bruns nait dans une famille originaire du Holstein. Son père Johann Georg Theodor Bruns (1786-1835) est conseiller privé, et sa mère, Friedericke (1786-1822), est la fille du philologue Johann Heinrich Justus Köppen (1755-1781). Son grand-père, l'orientaliste Paul Jakob Bruns (1743-1814), s'est fait un nom en tant que professeur à Halle et à Helmstedt grâce à ses vastes connaissances.
Victor Bruns grandit dans un environnement familial aisé. À partir de 1831, il étudie à Brunswick, Tübingen, Halle et Berlin. Il s'installe à Brunswick comme médecin en 1837, enseigne l'anatomie à l'Institut d'anatomie et de chirurgie à partir de 1839 et rédige un manuel d'anatomie générale. Il se consacre exclusivement à la chirurgie et est nommé professeur de chirurgie à l'université de Tübingen en 1843. Il y exerce jusqu'en 1881. Son fils, Paul von Bruns, lui succède comme professeur en 1882.

## Avancées médicales
Bruns est actif dans tous les domaines de la chirurgie, notamment la chirurgie plastique. Il réussit particulièrement bien dans la reconstruction des lèvres et des joues et en tant que spécialiste des maladies du larynx. Cela lui vaut une bonne réputation qui s'étend bien au-delà des frontières allemandes.
Victor von Bruns aurait développé une technique sûre d'utilisation du laryngoscope, qu'il perfectionne pour retirer un polype laryngé en 1861, fondant ainsi la chirurgie endolaryngée. Gerhardt lui aurait fait découvrir l'utilisation du miroir laryngé, pour lequel, selon Carl Gerhardt, il s'est intéressé à la maladie de son frère. Victor von Bruns ouvre la voie au traitement des plaies. En 1865, il réussit à produire du coton absorbant par dégraissage et blanchiment. Le coton dit Bruns, un pansement hygiénique et absorbant, améliore le soin des plaies.
En 1873, l'usine de blanchiment, de teinture et de finition Paul Hartmann de Heidenheim commence à produire des bandages en coton dégraissé. Ces bandages, fabriqués à partir de la « gaze phéniquée de Lister », étaient imprégnés d'antiseptiques selon un procédé développé par Joseph Lister et possèdent un effet germicide.
Victor von Bruns est membre fondateur de la Société allemande de chirurgie (DGCH) en 1872.

## Récompenses
- 1854 : Croix de chevalier de l'Ordre de la Couronne de Wurtemberg. Jusqu'en 1913, l'attribution de cet ordre conférait aux Wurtemberg une noblesse personnelle et non héréditaire.
- 1868 : Citoyen d'honneur de la ville de Tübingen.
- 1871 : Croix de recommandation de l'Ordre de la Couronne de Wurtemberg.

## Écrits

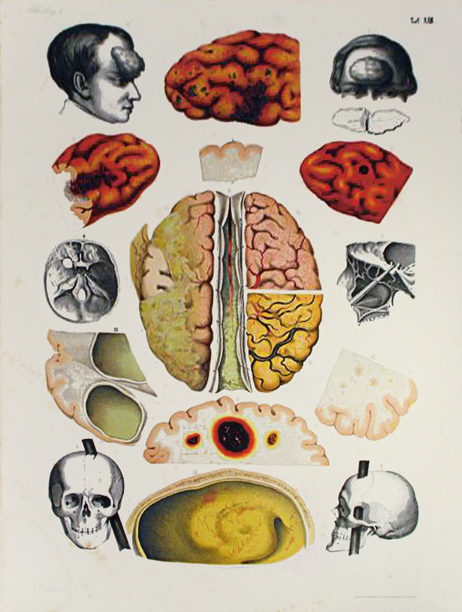
Une des planches de : Surgical Atlas, 1853

- La thèse inauguralis medica s'inscrit dans les dissertations anatomico-physiologiques de nervis cetaceorum cerebralibus. Tübingen, Eifert, 1836.
- Manuel d'anatomie humaine générale. Basé sur nos propres recherches, il est destiné aux cours et à l'auto-apprentissage des médecins généralistes et des chirurgiens. Vieweg, Braunschweig 1841.
- Manuel de chirurgie pratique pour médecins et chirurgiens. 2 volumes. H. Laupp, Tübingen 1854–1859 ; Atlas 1853 et suiv.
- Section des nerfs faciaux pour les douleurs faciales. Tübingen 1859 (copie numérique).
- Contribution au traitement des fractures de jambe mal consolidées. Berlin 1861.
- Première extirpation d'un polype de la cavité laryngée par incision sans ouverture sanguine des voies respiratoires. Accompagné d'un bref guide de laryngoscopie. Tübingen 1862 ; Supplément 1863.
- Théorie chirurgicale des remèdes. 2 volumes. Tübingen 1873 (copie numérique du volume 1 dans les archives Internet ).
- Opérations médicinales ou description de toutes les méthodes d'application manuelle des substances médicinales. Laupp, Tübingen 1869 (copie numérique).
- Laryngoscopie et chirurgie laryngoscopique. Laupp, Tübingen 1865, avec atlas ; 2e édition (inchangée) 1873.
- Galvanochirurgie. Tübingen 1870 (copie numérique dans les archives Internet).
- Appareils et instruments galvanocaustiques. Laupp, Tübingen 1878.
- Amputation des membres par incision circulaire avec lambeau cutané antérieur. Laupp, Tübingen 1879 (copie numérique dans les archives Internet).